# Megacrenella columbiana
Megacrenella columbiana är en musselart som först beskrevs av Dall 1897.  Megacrenella columbiana ingår i släktet Megacrenella och familjen blåmusslor. Inga underarter finns listade i Catalogue of Life.